# Niels Joosten
N.E. (Niels) Joosten (Velp, 19 november 1964) is een Nederlands politicus van de VVD.

## Biografie
Joosten studeerde bestuurskunde aan de heao. Joosten begon in 1988 zijn carrière als beleidsmedewerker bij Rijkswaterstaat en drie jaar later werd hij hoofd algemene zaken bij het recreatieschap Oost Gelderland. In 1995 werd hij wethouder in Doesburg naast zijn functie van organisatieadviseur voor O&P advies Meijer BV. Vanaf 1999 was hij werkzaam bij verschillende adviesbureaus en in 2002 werd hij gemeenteraadslid in Heerenveen. Bovendien was hij in die periode lid van het hoofdbestuur van de VVD.
In april 2005 volgde zijn benoeming tot burgemeester van de Gelderse gemeente Brummen.
Op 18 december 2013 werd hij voorgedragen als burgemeester van de Gelderse gemeente Doetinchem, als indirecte opvolger van Herman Kaiser. Sinds februari 2014 is hij daar de burgemeester. In maart 2016 kwam hij in een echtscheiding terecht en legt zijn functie al dan niet tijdelijk neer. Een maand later werd Annemieke Traag daar als waarnemend burgemeester benoemd en later dat jaar volgde voor hem op eigen verzoek ontslag als burgemeester.
Tot oktober 2017 was Joosten onafhankelijk voorzitter van het Gelders Energieakkoord. Van mei 2018 tot oktober 2018 was hij interim-manager van het programma Anders Geregeld van de gemeente Rotterdam. Van februari 2019 tot 2019 was hij projectleider implementatie besluit VTH bij de Fryske Utfieringstsjinst Miljeu en Omjouwing (FUMO), de omgevingsdienst van Friesland.
Sinds 2016 is hij eigenaar van adviesbureau Op1Consultancy. Daarnaast is hij sinds 2008 onafhankelijk voorzitter van de Commissie Ruimtelijke Kwaliteit van het Gelders Genootschap, voorzitter van de bezwarencommissie van de gemeenten Tiel en Culemborg en sinds 1 september 2019 regisseur van het Gelders Energieakkoord.